# Diplozoon paradoxum
Famille
Genre
Espèce
Diplozoon paradoxum est une espèce de monogènes, un groupe de vers plats. C'est l'unique espèce de son genre, Diplozoon, et de sa famille, celle des Diplozoidae et son cycle de vie est particulièrement remarquable. On trouve ce parasite fixé sur les branchies de poissons cyprinidés, dans les eaux douces d'Asie et d'Europe.

## Description
L'animal mesure environ 0,7 centimètre. Le hapteur est muni de ventouses, qui servent à l'animal à se fixer sur son hôte, un cyprinidé dont il consomme le sang.

## Cycle de vie

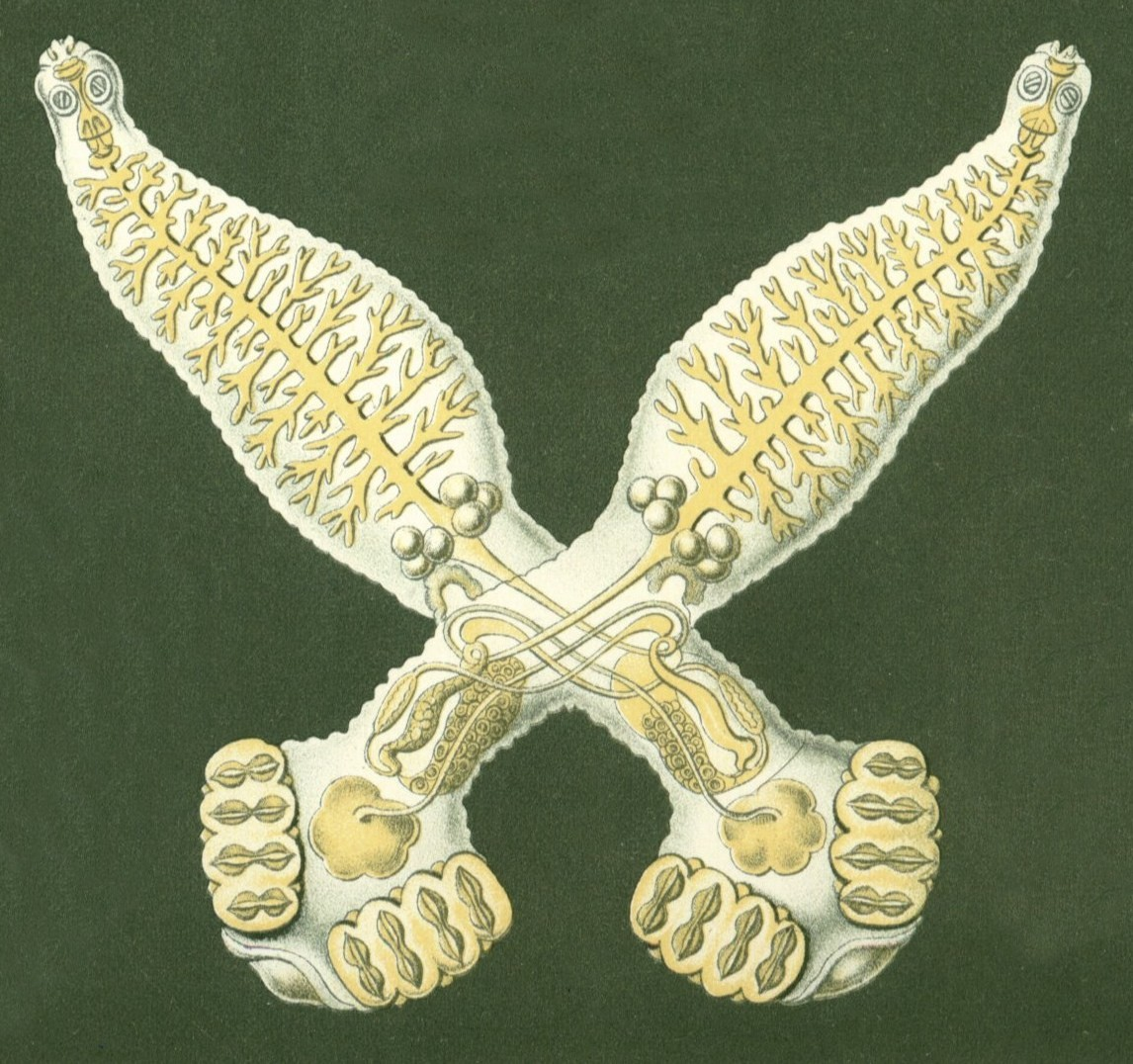
Couple de Diplozoon par Ernst Haeckel en 1904.

L'espèce présente de fortes variations saisonnières pour la reproduction : contrairement à la plupart des parasites qui produisent des gamètes toute l'année, cette production a principalement lieu au cours du printemps chez Diplozoon paradoxum, avec un pic de mai à juin et jusqu'à la fin de l'été. Les œufs sont directement pondus sur les branchies du futur hôte. La larve qui en sort ne se métamorphosera qu'après avoir trouvé un partenaire. Si tel est le cas, les deux individus « fusionnent » littéralement, à un niveau histologique : ils ne forment alors plus qu'un.